# Friedrich Schröder Sonnenstern
Friedrich Schröder Sonnenstern, né Emil Friedrich Schröder le 11 septembre 1892 à Kaukehmen et mort le 10 mai 1982 à Berlin, est un créateur d'art brut allemand.

## Biographie
Friedrich Schröder Sonnenstern connait une adolescence marquée par plusieurs séjours en maison de correction avant d'être interné en hôpital psychiatrique en 1912, où on lui diagnostique une démence précoce. Mobilisé en 1915, il est rapidement déclaré inapte après une brève période d'observation à l'hôpital psychiatrique de Königsberg. Entre 1916 à 1919, il est interné à la clinique psychiatrique de Tilsit, puis à celle de Tapiau. En octobre 1919, il se rend à Berlin où il se déclare naturopathe, magnétiseur et astrologue sous le faux nom de Gustav Gnass. Il fonde une secte chrétienne sous le nom d’« Eliot le roi soleil » qui réunit de nombreux adeptes et crée un « Institut pour la culture du corps, de l’esprit et de l’âme, Occultisme, Spiritualisme, Psychographologie » avec la voyante Martha Möller qu'il rencontre en 1924. Il adopte le pseudonyme de Dr Eliot Gnass von Sonnenstern et, en 1930, il est arrêté pour extorsion de fonds et pratique illégale de la médecine, puis placé dans diverses institutions psychiatriques. C’est à l'hôpital psychiatrique de Neustadt in Holstein qu’il rencontre le peintre Hans Ralfs vers 1935 et se met à dessiner. Pendant la Seconde Guerre mondiale, il travaille dans un dépôt d’armes de l’armée de l’air puis est incarcéré dans un camp d'internement pour insulte au mouvement national-socialiste. Il réussit à s’enfuir en 1942 pour rejoindre Martha Möller à Berlin. De 1948 à 1952, il réalise des petits dessins en couleur d'inspiration scatologique et sexuelle pour illustrer ses textes, contes, poèmes, chansons et aphorismes qu'il diffuse sous le nom de Schröder Sonnenstern. En 1950, il rencontre le peintre Juro Kubicek qui s'intéresse à ses dessins, puis le galeriste Rudolf Springer qui l'incite à produire de plus grands formats. La galerie Springer commence à vendre ses œuvres en 1955 et, en 1959, Friedrich Schröder Sonnenstern est exposé à Paris par Jean Dubuffet, dans l’exposition Art brut, et, quelques mois plus tard, par la galerie Daniel Cordier, dans l’Exposition inteRnatiOnale du Surréalisme (EROS). À partir de 1961, il reçoit de nombreuses commandes et engage une assistante pour poser les couleurs de ses œuvres, puis une seconde. Elles en viennent à réaliser selon ses instructions des tableaux entiers qu'il se contente de signer. Il accède alors à une certaine aisance matérielle, dépense sans compter et, après la mort de Martha Möller en 1964, sombre dans l'alcoolisme. Désormais, ses tableaux sont réalisés par d'autres, d'abord avec son consentement, puis sans son consentement à partir de la fin des années 1960. En 1974, il est à nouveau interné en hôpital psychiatrique où il peint sa dernière œuvre : L’éternel féminin nous attire en haut.

## Filmographie
- Ernest Ansorge, Alfred Bader, Sonnenstern, le Moralunaire, 25 min, 1964
- Ernest Ansorge, Der Mondgeistermaler Schroeder-Sonnenstern, 1972